# Alfred Fryer
Alfred Fryer (Cambridgeshire, 25 de diciembre de 1826 - Chatteris, 26 de febrero de 1912) fue un naturalista inglés. Trabajó en el género Potamogeton, siendo una reconocida autoridad en tal género, y luego de su deceso los continuó Arthur Bennett (1826-1912) Publicó The Potamogetons (Pond Weeds) of the British Isles en 1898.

## Biografía
La familia Fryer había vivido en los Fenslands del distrito Chatteris durante más de 300 años; el padre de Alfred era un hacendado de considerables medios que pusieron algunas restricciones a su hijo. Su primera educación fue en Leicester, donde se reunió con Henry Walter Bates y Alfred Russel Wallace. Cuando Bates finalmente salió de Inglaterra para América del Sur trató de persuadir a Fryer, que acababa de perder a su primera esposa, a hacer lo mismo.
En la década de 1840 el círculo de amigos de Fryer, en Londres, incluyó las familias Rossetti y Coventry Patmore, compañías que le animaron a dedicarse a su interés por la poesía, al tiempo que Dante Gabriel Rossetti lo instó a centrarse en la poesía en lugar de pintar.
Volvió a su Fenlands nativo en 1848 y comenzó a dedicar su energía prodigiosa en la ciencia. Al principio su atención fue absorbida por insectos, aves, conchas y fósiles, y fue sólo después de 1860 que se convirtió, preocupado por la botánica, intercambiando correspondencia con Cardale Babington, John Gilbert Baker y Arthur Bennett. Su profundo conocimiento de las plantas llevó a considerar una flora de Huntingdonshire, pero su creciente fascinación por Potamogetons, o "Pots", como él los llamaba, afirmaron prioridad. Su círculo de amigos reflejó esa sola mentalidad - George Claridge Druce de Oxford, Charles Edward Moss de la Escuela de Botánica de Cambridge, Edward Walter Hunnybun (1848-1918) de Huntingdon y AH Evans, también correspondiente con Thomas Morong (1827-1894), la autoridad estadounidense en el género. Durante este período, Fryer aumentaba sus Potamogetons en depósitos colocados en su jardín, el seguimiento de su desarrollo junto con la de sus numerosas contrapartes salvajes. Sus fecundas contribuciones al Journal of Botany, British & Foreign  llevaron a su elección 1897 como asociado a la Sociedad Linneana. Hasta su muerte, Robert Morgan (1863-1900), también un asociado a la Linneana, ilustrado artículos copiosas de Fryer. Las láminas a color de Morgan deleitaron a Fryer y fueron elogiados por los críticos posteriores.

## Otras obras
- alfred Fryer, arthur Bennett. 1915. The potamogetons (pond weeds) of the British Isles: with descriptions of all the species, varieties and hybrids (enlace roto disponible en Internet Archive; véase el historial, la primera versión y la última).. Ilustró Robert Morgan. Editor L. Reeve & Co. Ltd. 94 p. Reeditó General Books LLC, 92 p. 2010 ISBN 1152155024
- 1890. Supposed Hybridity in Potamogeton. Reimpreso de West, Newman, 7 p.
- 1890. Notes on Pondweeds. Reimpreso de West, Newman, 3 p.
- 1887. "The Great Loan Land". 2ª ed. de Brook & Chrystal, 68 p.
- 1864. The sugar duties: an examination of the letter addressed by Edmund Potter ... to the Rt. Hon. W.E. Gladstone ... Ed. Galt, 43 p.
- 1864. The Sugar Duties: To the Editor of the "Leeds Mercury." Ed. A. Fryer, 4 p.

## Membresías
- Sociedad Linneana de Londres